# Tramwaje w Rancagua
Tramwaje w Rancagua − zlikwidowany system komunikacji tramwajowej w Rancagua w Chile, działający w latach 1905−1930.

## Historia
Pierwszą linię tramwajową w Rancagua otwarto w lipcu 1905. Linia tramwaju konnego połączyła dworzec kolejowy z centrum miasta. W 1917 utworzono spółkę Compañía Tranvías Eléctricos de Rancagua, która zakupiła 4 używane tramwaje elektryczne od spółki CET&L. Nieoficjalne otwarcie linii pomiędzy dworcem kolejowym a tymczasową końcówką Plaza Los Héroes nastąpiło 8 lipca 1918. Całą linię od dworca do końcówki Alameda oficjalnie otwarto 16 listopada 1919. Linia mierzyła 1,5 km długości, a rozstaw szyn wynosił 1435 mm. W 1920 tramwaje zostały przejęte przez spółkę Compañía General de Electricidad Industrial. Spółka ta po przejęciu tramwajów planowała budowę 9 km linii tramwajowej do Machali. Tramwaje w Rancagua zlikwidowano w 1930.